# Globularia valentina
Globularia valentina är en grobladsväxtart som beskrevs av Heinrich Moritz Willkomm. Globularia valentina ingår i släktet bergskrabbor, och familjen grobladsväxter. Inga underarter finns listade i Catalogue of Life.